# Ali Gurbianov
Ali Gurbanov, né le 23 octobre 2000, est un coureur cycliste azerbaïdjanais.

## Biographie
En 2022, Ali Gurbianov intègre l'équipe continentale turque Sakarya BB. Bon rouleur, il devient champion d'Azerbaïdjan du contre-la-montre dans la catégorie espoirs (moins de 23 ans). Il remporte ensuite le titre national en ligne chez les élites en juin 2023. 

## Palmarès et résultats

### Palmarès par année
- 2018
  - 2e du championnat d'Azerbaïdjan du contre-la-montre juniors
- 2022
  -  Champion d'Azerbaïdjan du contre-la-montre espoirs
  - 2e du championnat d'Azerbaïdjan sur route espoirs
- 2023
  -  Champion d'Azerbaïdjan sur route

### Classements mondiaux
| Année           | 2019 | 2020 | 2021 | 2022 |
| --------------- | ---- | ---- | ---- | ---- |
| UCI Europe Tour | 849e |      | 754e | 953e |